# Darwaz-e Bala
Darwaz-e Bala är ett distrikt i Afghanistan. Det ligger i provinsen Badakhshan, i den nordöstra delen av landet, 400 kilometer norr om huvudstaden Kabul.
Distriktet beräknades år 2022 ha cirka 27 000 invånare.